# Valea Bălcească, Vâlcea
Valea Bălcească este un sat în comuna Nicolae Bălcescu din județul Vâlcea, Muntenia, România.

## Vezi și
- Biserica de lemn din Valea Bălcească

 Acest articol despre o localitate din județul Vâlcea este deocamdată un ciot. Puteți ajuta Wikipedia prin completarea lui.